# Cortes Españolas

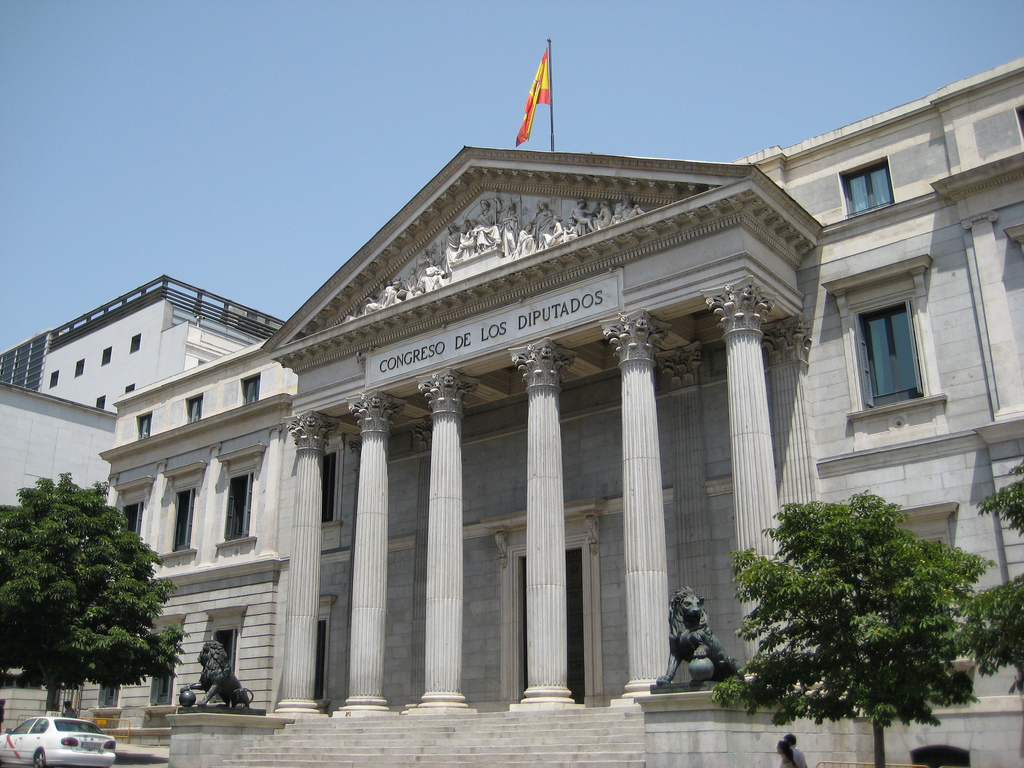
Il palazzo delle Cortes

Le Cortes Españolas  (informalmente Cortes franquistas) sono state l'organo legislativo spagnolo, istituito dopo la guerra civile spagnola dal regime franchista, e restarono in carica fino alla Transizione spagnola.

## Storia
Furono istituite il 17 luglio 1942, con le Leyes Fundamentales del Reino, ma si insediarono il 17 marzo 1943.
Si stabilirono nel palazzo delle antiche Cortes e avevano il compito di elaborare e approvare le leggi, anche se un diritto di veto era riservato al capo dello stato, Francisco Franco. Non avevano una composizione democratica, ma "organica", alla stregua del Corporativismo  della Camera dei Fasci e delle Corporazioni italiana. I membri erano infatti nominati dal capo dello Stato o eletti dalle corporazioni. I suoi componenti erano chiamati Procuradores. Le Cortes erano monocamerali, ma una sorta di seconda Camera era il  Consejo Nacional del Movimiento, il parlamentino del partito franchista, il Movimiento Nacional, che si riuniva nel palazzo del Senato.

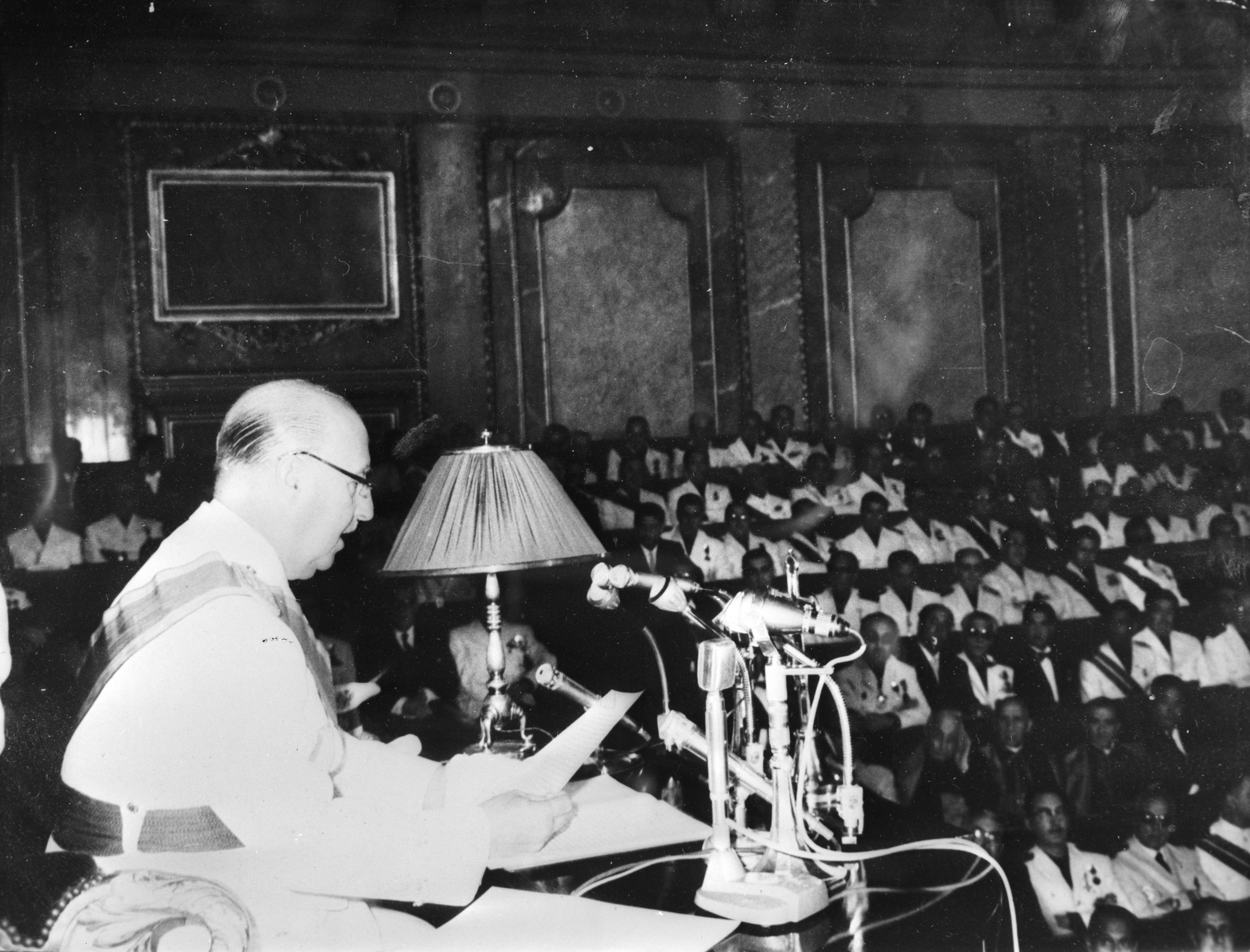
Franco inaugura la legislatura delle Cortes nel 1964

Dal 1943 al 1967 vi furono otto legislature triennali. Con l'approvazione della "Legge organica dello Stato", una delle Leyes Fundamentales del Reino, ratificata con referendum confermativo nel 1966, si introdusse un sistema elettorale complesso, con membri di diritto (come i rettori delle università o i membri del governo e del Movimiento), membri nominati direttamente dal Capo dello Stato e membri eletti dalla comunità, in rappresentanza delle famiglie, degli enti locali, delle corporazioni locali e dell'organizzazione sindacale. L'elezione dei rappresentanti degli enti locali era già prevista dalla Legge Costituzionale delle Cortes del 1942, ma fino a quel momento non era stata messa in pratica.
Con questa modalità, si svolsero le elezioni di questa quota di deputati, nel 1967 e nel 1971 (ultima e X legislatura). 
Dopo la morte di Franco, il 22 novembre 1975 le Cortes proclamarono il nuovo re di Spagna Juan Carlos I.
La "legge di riforma politica", approvata dalle Cortes il 18 novembre 1976, con il sostegno di 425 membri su 497 presenti, fu lo strumento giuridico che consentì l'avvio della transizione spagnola sopprimendo la stessa struttura legislativa franchista e convocando le elezioni a suffragio universale.
Nel 1977, il potere legislativo passò dapprima al Congresso dei deputati (Congreso de los Diputados) a al Senato (Senado), usciti dalle elezioni generali del 1977 e poi, con la Costituzione spagnola del 1978, alle Cortes Generales.

## Legislature
- I (1943-1946)
- II (1946-1949)
- III (1949-1952)
- IV (1952-1955)
- V (1955-1958)
- VI (1958-1961)
- VII (1961-1964)
- VIII (1964-1967)
- IX (1967-1971)
- X (1971-1977)

## Presidenti
- Esteban de Bilbao y Eguia (carlista)  1943-1965
- Antonio Iturmendi Bañales (carlista) 1965-1969
- Alejandro Rodríguez de Valcárcel y Nebreda (falangista) 1969-1975
- Torcuato Fernández Miranda y Hevia (monarchico) 1975-1977